# Rich Men North of Richmond
Rich Men North of Richmond è un singolo del cantautore country folk statunitense Oliver Anthony, accreditato come Oliver Anthony Music, pubblicato in maniera indipendente l'8 agosto 2023. Dopo essere stata pubblicata sui social media, la canzone ha attirato da subito l'attenzione del pubblico diventando virale. In pochi giorni ha raggiunto la vetta delle classifiche dei brani più venduti e più ascoltati, debuttando alla prima posizione della Billboard Hot 100. Grazie a questo risultato, Anthony è diventato il primo artista a debuttare in vetta alla suddetta classifica con il suo primissimo brano a farci ingresso.

## Descrizione e testo
La canzone è simile, nella struttura, a altre hit contemporanee. La struttura della canzone è composta dalla forma strofa-ritornello, con elementi di pre-ritornello e turnaround. A differenza della maggior parte delle canzone, la canzone ha un outro ma non una intro.
Tra i temi del brano figurano i salari bassi, la povertà alimentare, l'inflazione alta, la tassazione alta, il traffico di minori, le frodi assicurative e la centralizzazione del potere.
In un video in cui spiega la sua concezione di cantautorato, Anthony ha dichiarato che i suoi testi sono un tentativo di parlare per conto della classe operaia e che punta a diventare "la voce per quelle persone", notando che "qualsiasi cosa stiano facendo, queste persone non riescono ad andare avanti". Il testo della canzone è stato paragonato a Brother, Can You Spare a Dime?.  Anthony ha descritto la sua idea politica come "un centrismo morto".

## Produzione
Ultimata in meno di quattro ore prima della registrazione, la canzone era stata scritta a metà nei due giorni precedenti.  L'unico strumento presente nella canzone è la chitarra acustica. La registrazione è stata piuttosto grezza, con diversi rumori di sottofondo, ma questo ha contribuito a conferire al brano una qualità autentica ed emotiva.
La canzone è stata caricata da Radiowv per la prima volta su YouTube l'8 agosto 2023 e il video ha ricevuto più di 5 milioni di visualizzazioni nei primi tre giorni. Prima del successo della canzone Anthony non era un cantante noto nel panorama musicale e aveva in precedenza auto-registrato delle canzoni sul suo cellulare. Rich Men North of Richmond è stata la prima canzone di Anthony ad essere stata registrata in maniera professionale.

## Accoglienza
La canzone è stata associata a una diversa gamma di influence e molti critici l'hanno definita come "un inno per ogni uomo", come i colletti blu, i conservatori e i rappresentanti della destra politica, anche se Anthony ha rifiutato l'associazione con quest'ultima. La canzone è stata elogiata dal rappresentante repubblicano Marjorie Taylor Greene, dal cantante country John Rich, dal podcaster Joe Rogan e dagli opinionisti conservatori Dan Bongino e Matt Walsh. Il musicista e opinionista Winston Marshall ha apprezzato la canzone, in un editoriale di The Spectator, descrivendolo come "un tono grezzo e originale ... che denuncia il potere accentrato, i pedofili d'élite e la condizione dei lavoratori americani" che ha "risuonato come una chitarra nazionale tra gli americani amanti di musica e affamati di qualcosa di autentico". Non tutti coloro che hanno sostenuto la canzone erano rappresentanti della destra. Il senatore democratico Chris Murphy ha scritto: "i progressisti dovrebbe ascoltarla", con il suggerimento che tutte le questioni sollevate nella canzone sono "problemi per i quali la sinistra ha soluzioni migliori rispetto alla destra". In opposizione a ciò, l'editore conservatore di National Review Mark Antonio Wright ha criticato il testo della canzone, sostenendo che "se sei un uomo robusto e in forma e fai gli straordinari per una busta paga da schifo, allora dovresti cambiare lavoro".
Descrivendo la canzone come "un messaggio appassionato contro lo stato della nazione", lo scritto di Rolling Stone Joseph Hudak ha anche detto che "Anthony approfondisce i temi del welfare del periodo di Reagan". Jay Caspian Kang ha scritto nel The New Yorker che "a seconda della tua idea politica, Anthony o è una voce inviata dal cielo per esprimere la rabbia della classe operaia bianca, o è una creazione virale interamente costruita arrivata a servire il risentimento con una spessa e popolare verniciatura americana". In un'intervista a Billboard, Draven Riffe di Radiowv ha dichiarato: "Entrambi abbiamo pregato prima di registrare Rich Men North of Richmond. Secondo noi, Dio ha scelto di parlare tramite Oliver e di parlare a tutti gli americani tramite la musica, in tutto il mondo".
La canzone è stata collegata a Try That in a Small Town di Jason Aldean, una canzone country molto popolare tra i conservatori che aveva raggiunto la vetta della Hot 100 tre settimane prima di Rich Men North of Richmond. Emma Keates ha scritto per The A.V. Club il testo di Anthony "non... così palesemente minaccioso" come quello di Aldean ma "in linea di massima sono entrambi basati su una serie di stereotipi regressivi e grossolani che stanno gradualmente filtrando nella musica mainstream in modo spaventoso". Alcuni hanno criticato il brano per il verso su "la mungitura obesa del welfare", sostenendo che si basi in realtà su stereotipi negativi dei benefici del welfare.
La canzone è stata descritta come "l'ultimo di una serie di focolai culturali" che hanno diviso America. Sul The Washington Post, si è sostenuto che dopo il film Sound of Freedom e Try That in a Small Town di Jason Aldean, la canzone sia significativa nel dimostrare che "l'estrema destra sta guadagnano terreno nel mondo della cultura pop" precedentemente dominato da "valori e personalità di sinistra". Un punto di vista alternativo, ipotizzato nel giornale on-line australiano news.com.au, è che "non importa dove vai e chi impressioni, ci sarà sempre un gruppo di persone desiderose di fraintendere il tuo messaggio " e, quindi, sebbene la canzone parli "chiaramente di una chiamata alle armi della classe operaia" alcuni lo hanno definito come "inno di destra offensivo".
La canzone ha anche ricevuto una risposta dal cantante britannico Billy Bragg, il quale aveva scritto una canzone intitolata Rich Men Earning North of a Million incentrata sul tema dell'organizzazione del lavoro e dei sindacati.

### Nella politica
La canzone è stata citata nella prima domanda fatta al dibattito presidenziale repubblicano a Milwaukee il 23 agosto 2023, ospitato da Fox News. La domanda, fatta da Martha MacCallum, era diretta al governatore della Florida Ron DeSantis: "Perché questa canzone sta facendo così scalpore nel Paese in questo momento?" DeSantis ha risposto che la nazione è "in declino" ma che il declino non è inevitabile e che "questi uomini ricchi a nord di Richmond ci hanno messo in questa situazione" Fox News ha dichiarato di aver contattato l'autore prima del dibattito e di aver ottenuto il permesso di riprodurre la canzone durante l'evento.
Il riferimenti ai politici che "si prendono cura dei minori su una qualche isola" è stato interpretato con un riferimento a Jeffrey Epstein e alla sua isola privata. Ciò ha portato a credere che Anthony facesse riferimento alla teoria del complotto della QAnon, che ruota intorno alla convinzione che politici e altre élite siano coinvolte nel traffico sessuale di minori e altri abusi simili.

### Risposte dell'autore
Il 25 agosto Anthony ha pubblicato un video di risposta su YouTube. Riguardo al dibattito presidenziale repubblicano, l'autore ha dichiarato: "È stato divertente vedere la mia canzone al dibattito presidenziale, perché ho scritto la canzone proprio riguardo a quelle persone lì e, beh, sapete... la canzone parla proprio di quelle persone che stavano sul palco. Non solo loro, certo, ma sicuramente anche riguardo a loro". Anthony ci ha comunque tenuto a precisare che non si espone nemmeno a supporto del Presidente Joe Biden.
Anthony ha detto che la sua canzone è stata strumentalizzata dalle fazioni di destra e sinistra: "Vedo quelli di destra che provano a raffigurarmi come uno di loro, mentre vedo quelli di sinistra che parlano male di me". Ha aggiunto che le persone alle quali si riferisce nel brano "hanno fatto di tutto nelle ultime due settimane per farmi sembrare uno stupido, per rovesciare le mie parole, per infilarmi in qualsiasi modo nella politica". Ha anche negato che la sua canzone sia in qualunque modo un attacco ai poveri "visto che tutte le mie canzoni puntano a difenderli". Sul brano ha dichiarato: "Circa 30 milioni di persone hanno capito quale messaggio stessi cercando di far passare, ma ce ne sono volute poche per far deragliare il treno, per portare il brano su una narrativa sbagliata".

## Successo commerciale
Rich Men North of Richmond ha debuttato alla prima posizione della Billboard Hot 100 nella settimana di pubblicazione del 26 agosto 2023, con 147.000 download e 17.5 milioni di streaming. Ciò ha reso Anthony il primo artista nella storia della classifica a debuttare in vetta con il primissimo ingresso nella classifica e, in totale, il sesto artista a debuttare con la prima canzone da solista dopo Zayn, Baauer, Carrie Underwood, Fantasia e Clay Aiken. Inoltre, è diventato il terzo artista indipendente a ottenere una numero uno nella classifica, dopo Stay (I Missed You) di Lisa Loeb nel 1994 e Can't Hold Us e Thrift Shop di Macklemore & Ryan Lewis nel 2013. Il brano è anche il primo di un artista uomo solista a raggiungere la numero uno sia sulla Hot 100 sia sulla Hot Country Songs simultaneamente nella sua settimana di debutto.
La canzone è rimasta in vetta alla Hot 100, alla Hot Country Songs e alla Digital Songs per una seconda settimana, con un decremento del 20% nei download vendendo 117.000 copie, registrando invece un aumento del 31% nello streaming con 22.9 milioni. Nonostante non fosse stata sponsorizzata alle radio, il brano ha visto un aumento del 310% nei passaggi radiofonici, con 2.3 milioni di audience.

## Classifiche

### Classifiche settimanali
| Classifica (2023) | Posizione massima |
| ----------------- | ----------------- |
| Australia         | 14                |
| Canada            | 3                 |
| Irlanda           | 10                |
| Nuova Zelanda     | 14                |
| Paesi Bassi       | 11                |
| Regno Unito       | 23                |
| Stati Uniti       | 1                 |
| Svezia            | 28                |

### Classifiche di fine anno
| Classifica (2023)     | Posizione |
| --------------------- | --------- |
| Canada                | 70        |
| Stati Uniti           | 78        |
| Stati Uniti (country) | 26        |